# ولدوا أحرارا (فلم)
ولدوا أحرارًا (بالإنجليزية: Born Free) هو فيلم دراما تم إنتاجه في بريطانيا وصدر في سنة 1966.

## ترشيحات وجوائز
| السنة | الحدث | الفئة                      | النتيجة  |
| ----- | ----- | -------------------------- | -------- |
|       |       | أوسكار أفضل موسيقى تصويرية | فـــــوز |

## الميزانية والإيرادات
حقق أرباحا تقدر بـ 3.6 مليون دولار (est. / Canada rentals).

## وصلات خارجية
- مقالات تستعمل روابط فنية بلا صلة مع ويكي بيانات